# 日鲁
日鲁（法語：Giroux，法語發音：[ʒiʁu]）是法国安德尔省的一个市镇，位于该省东北部，属于伊苏丹区。

## 地理
日鲁（47°4'0"N, 1°54'43"E）面积23.48 平方千米，位于法国中央-卢瓦尔河谷大区安德尔省，该省份为法国中部省份，北起卢瓦-谢尔省，西北接安德尔-卢瓦尔省，西南接维埃纳省，南至克勒兹省和上维埃纳省，东临谢尔省。
与日鲁接壤的市镇（或旧市镇、城区）包括：吕赛勒利布尔、默内叙瓦唐、波迪、勒伊、圣皮埃尔德雅尔、瓦唐。

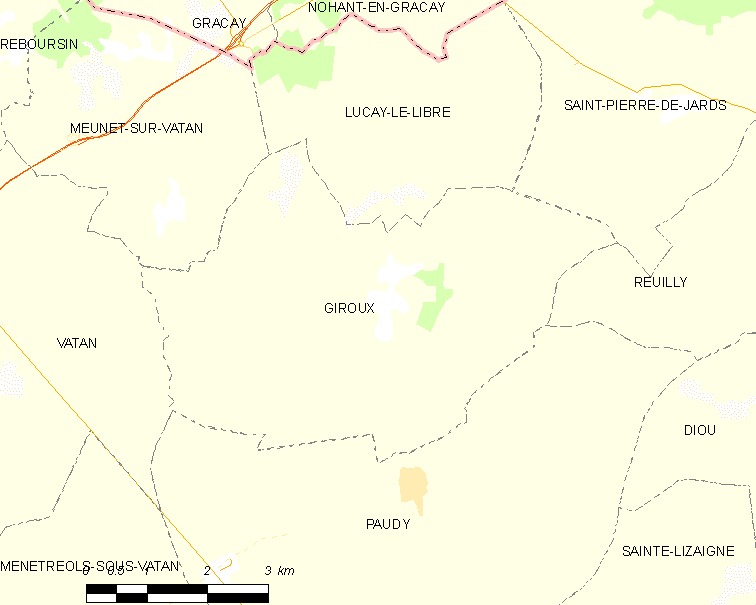
日鲁的OSM定位图

日鲁的时区为UTC+01:00、UTC+02:00（夏令时）。

## 行政
日鲁的邮政编码为36150，INSEE市镇编码为36083。

## 政治
日鲁所属的省级选区为勒夫鲁县。

## 人口

1962-2008年间日鲁人口变化图示

日鲁于2022年1月1日时的人口数量为121人。